# Cantonul Saint-Saulge
Cantonul Saint-Saulge este un canton din arondismentul Nevers, departamentul Nièvre, regiunea Burgundia, Franța.

## Comune
| Comune               | Populație (1999) | Cod poștal | Cod INSEE |
| -------------------- | ---------------- | ---------- | --------- |
| Bona                 | 330              | 58330      | 58035     |
| Crux-la-Ville        | 415              | 58330      | 58092     |
| Jailly               | 69               | 58330      | 58136     |
| Montapas             | 286              | 58110      | 58171     |
| Rouy                 | 595              | 58110      | 58223     |
| Saint-Benin-des-Bois | 200              | 58330      | 58233     |
| Sainte-Marie         | 96               | 58330      | 58253     |
| Saint-Franchy        | 68               | 58330      | 58240     |
| Saint-Maurice        | 59               | 58330      | 58257     |
| Saint-Saulge         | 874              | 58330      | 58267     |
| Saxi-Bourdon         | 287              | 58330      | 58275     |